# IC 4538
IC 4538 је спирална галаксија у сазвјежђу Вага која се налази на листи објеката дубоког неба у Индекс каталогу.
Деклинација објекта је - 23° 39' 30" а ректасцензија 15h 21m 11,6s. Привидна величина (магнитуда) објекта IC 4538 износи 12,0 а фотографска магнитуда 12,7. Налази се на удаљености од 31,280 милиона парсека од Сунца. IC 4538 је још познат и под ознакама ESO 514-10, MCG -4-36-13, UGCA 406, IRAS 15182-2328, PGC 54776.